# Édouard-Léon Scott de Martinville
Édouard-Léon Scott de Martinville (París, Francia; 25 de abril de 1817 - París, Francia; 26 de abril de 1879) fue un impresor, librero y escritor francés, inventor del fonoautógrafo, primer aparato grabador de sonido.

## Biografía
Édouard-Léon Scott de Martinville nació el 25 de abril de 1817 en París. Procedía de una familia escocesa que se había asentado en Francia en el siglo XVI. Su padre, noble de origen, era el barón de Balvery, caballero de San Luis, capitán de dragones y comandante del departamento de Saône-et-Loire. Édouard-Léon era tipógrafo y corrector de pruebas pero sobre todo un librero curioso que devoraba los libros estudiando los secretos de la estenografía. Constatando las insuficiencias presentes en los principales sistemas, buscó un medio mecánico, semejante al oído, para registrar automáticamente la palabra.
En 1854, con 37 años de edad, y después de estudiar la anatomía de la audición en uno de los libros que estaba corrigiendo para imprimir, se planteó si no sería posible obtener con el sonido los mismos resultados que se habían conseguido con la luz, de manera que se pudiera dejar una huella imperecedera de las palabras.
Al ser impresor por oficio, pudo leer las descripciones de los más recientes avances científicos y, por tanto, se hizo inventor. Scott de Martinville se interesó en grabar la conversación humana en una forma similar a aquella que se había logrado por medio de la fotografía para la luz e imagen. Inicialmente se interesó por una nueva forma de estenografía y fue autor de varios artículos sobre taquigrafía además de escribir un libro sobre la historia del tema en 1849. Además estudió la relación entre la lingüística, los nombres de personas y sus personalidades y publicó un artículo sobre el tema en 1857. Buscó desarrollar un método de estenografía que pudiese grabar una conversación completa sin ninguna omisión, y para esto, a partir de 1854, se interesó en los medio mecánicos para transcribir sonidos vocales. Mientras corregía unos grabados para un texto de física se encontró con unos dibujos de anatomía auditiva. Buscó imitar el funcionamiento en un aparato mecánico, sustituyendo el tímpano por una membrana elástica, los osículos (Cadena de huesecillos) por una serie de palancas, que movía un estilete que presionaría en una superficie de papel, madera o vidrio cubierta por negro de humo. El 26 de enero de 1857 entregó su diseño en un sobre sellado a la Academia Francesa.  El 25 de marzo de 1857 recibió la patente francesa #17,897/31,470 por el fonoautógrafo.
Scott de Martinville formó una sociedad con un fabricante de instrumentos musicales para fabricar los fonoautógrafos y logró vender varios de aparatos a laboratorios científicos que los usaron para la investigación del sonido.  El aparato resultó útil para el estudio de los sonidos vocales y fue usado por Franciscus Donders, Heinrich Schneebeli y Rene Marage.  Además, el fonoautógrafo provocó el desarrollo de otras herramientas para visualizar el sonido como el aparato de flama manométrica de Karl Rudolph Koenig. Sin embargo, no logró sacar provecho económico de su invento y pasó el resto de su vida como 
librero en la Rue Vivienne 9 en París.

## Publicaciones

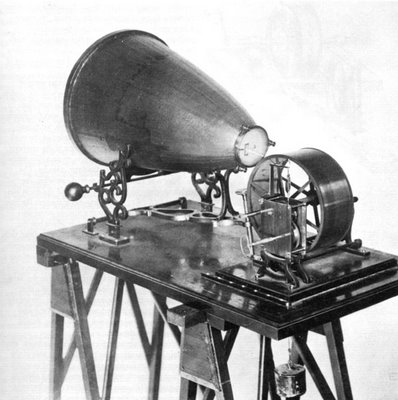
El fonoautógrafo.

- El fonoautógrafo.Jugement d'un ouvrier sur les romans et les feuilletons à l'occasion de Ferrand et Mariette (1847)
- Histoire de la sténographie depuis les temps anciens jusqu'à nos jours (1849)
- Les noms de baptême et les prénoms (1857)
- Fixation graphique de la voix (1857)
- Notice sur la vie et les travaux de M. Adolphe-Noël Desvergers
- Essai de classification méthodique et synoptique des romans de chevalerie inédits et publiés. Premier appendice au catalogue raisonné des livres de la bibliothèque de M. Ambroise Firmin-Didot (1870)
- Le problème de la parole s'écrivant elle-même. La France, l'Amérique (1878)